# Toi Cook
Toi Fitzgerald Cook (Chicago, 3 dicembre 1964) è un ex giocatore di football americano statunitense che ha giocato nel ruolo di defensive back per undici stagioni nella National Football League (NFL). Fu scelto nel corso dell'ottavo giro (207º assoluto) del Draft NFL 1987 dai New Orleans Saints. Al college ha giocato a football alla Stanford University.

## Carriera professionistica
Cook fu scelto nel corso dell'ottavo giro del draft 1987 dai New Orleans Saints. La sua miglior stagione fu quella del 1992 quando mise a segno 6 intercetti e segnò un touchdown coi Saints. Nel 1994 passò ai San Francisco 49ers con cui vinse subito il Super Bowl XXIX contro i San Diego Chargers. Dopo un'altra stagione in California passò ai Carolina Panthers, con cui concluse la carriera, fino al 1997.

## Palmarès
- Super Bowl : 1 Vincitore del Super Bowl XXIX

## Statistiche
| Sack fatti       | 9,0 |
| Intercetti fatti | 20  |